# Meerpaalvergelijking

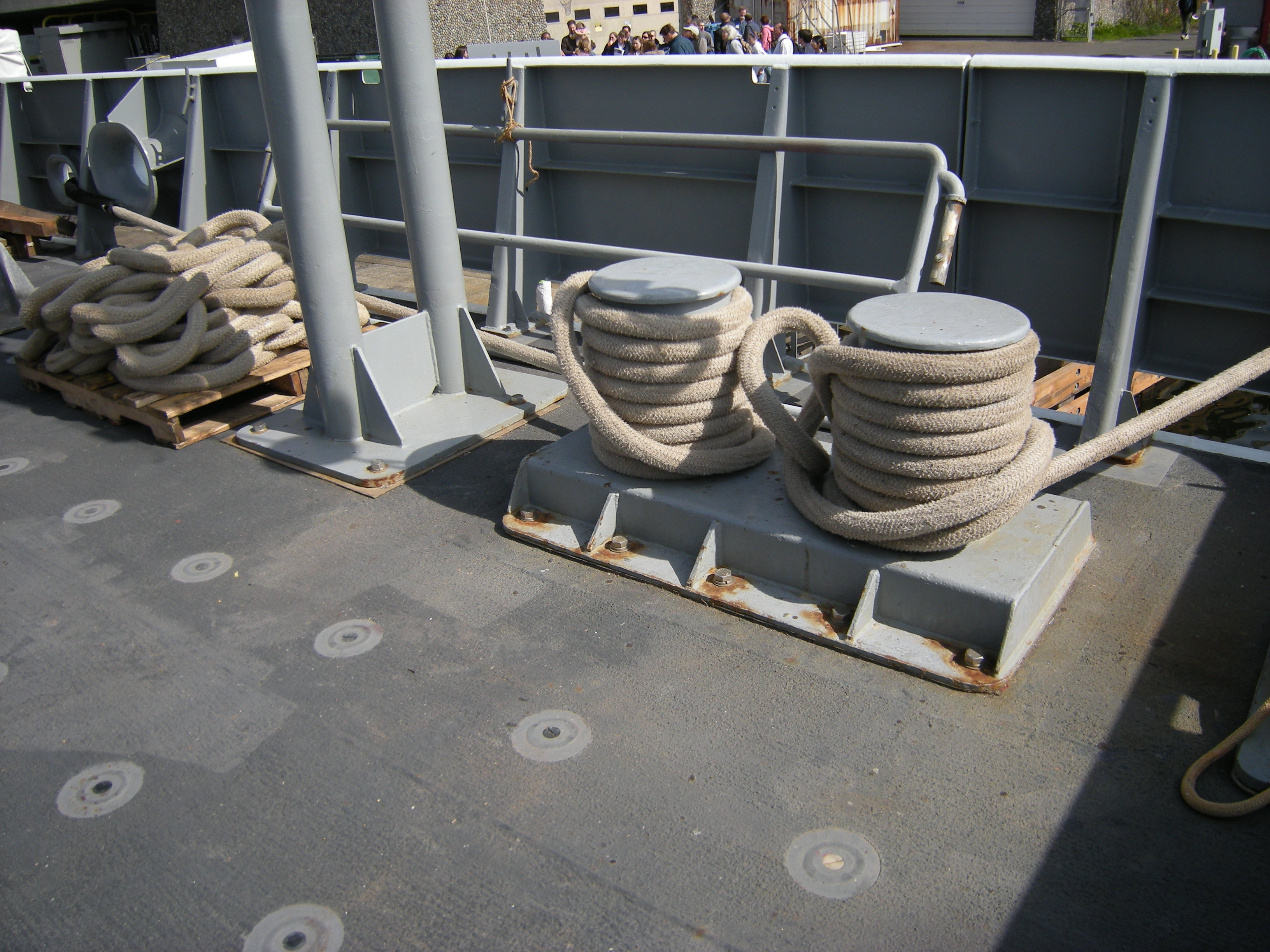
Tros rond een meerpaal of bolder

De meerpaalvergelijking (ook formule van Eytelwein genoemd) is een formule die gebruikt wordt om toepassingen met trekkabels te ontwerpen. Een voorbeeld hiervan, en daar ook naar vernoemd, is de berekening hoeveel keer een kabel rond een meerpaal moet worden gewikkeld om een aanvaardbare vermindering in de trekkracht te bewerkstelligen.
De vergelijking volgt uit een differentiaalvergelijking die ontstaat door te redeneren op een klein segmentje van de kabel.
Als β de boog is in radialen waarover de kabel rond de meerpaal is gewikkeld en μ de wrijvingscoëfficiënt, dan is de verhouding van de krachten Thoog voor de meerpaal en Tlaag na de meerpaal:
Thoog / Tlaag = exp (βμ)
De exponentiële functie in de vergelijking heeft belangrijke gevolgen. Als de kabel bijvoorbeeld 10 keer rond de meerpaal is gewikkeld, dan bedraagt β 20 pi radialen. Als de wrijvingscoëfficiënt μ bijvoorbeeld 0,1 bedraagt, dan bedraagt de verhouding Thoog / Tlaag = exp(0,1 * 20π) = {\displaystyle e^{6,28}}  = 535. Zelfs een zwak persoon kan met een meerpaal dus een enorm gewicht tegenhouden, mits de kabel sterk genoeg is. De verhouding is onafhankelijk van de diameter van de meerpaal: die komt in de vergelijking niet voor.

## Toepassingen
- Een meerpaal of bolder vormt de eerste toepassing. De tros zal altijd een aantal keer om de meerpaal gewonden worden en dan pas met lussen of een knoop vastgemaakt worden. De lussen of de knoop zouden op zichzelf nooit de krachten van het schip of de boot kunnen opvangen, maar de wrijving met de meerpaal wel.
- Een tweede toepassing vormen kaapstanders of lieren. De kabel zal altijd een aantal windingen onbelast opgewikkeld worden voordat de last mag aangetrokken worden. De wikkelingen nemen de kracht op, zo niet zou de kabel losschieten.
- In alpinisme kan iemand een veel zwaardere last dan hemzelf veilig en beheerst laten zakken, door de kabel waaraan dit gebeurt een aantal keer om een voldoende stevige paal of ring te wikkelen.
- Magneetband wordt eerst enkele keren om de spoel gewikkeld, waarna de motor de spoel aandrijft om de band op te winden. Zonder eerst op te wikkelen zou de band losschieten.
- Remkabels in een gaine - bijvoorbeeld van een handrem - moeten met de vergelijking ontworpen worden en mogen bij herstellingen niet op een andere manier gelegd worden. Als de hoek namelijk vergroot, vergroot de benodigde kracht en kan de kabel breken.